# Эндо, Сюсаку
Сюсаку Эндо (яп. 遠藤 周作 Эндо: Сю:саку, 27 марта 1923 года — 29 сентября 1996 года) — японский писатель, представитель «третьих новых». Осмысление самой возможности и характерных особенностей христианства в Японии — центральная тема творчества писателя. Часто называется «японским Грэмом Грином». Основные сочинения: романы «Молчание», «Самурай», «Скандал», «Глубокая река», очерки «Матери» и «Жизнь Иисуса». Произведения переведены на многие языки мира, включая русский.

## Жизнь

### Детство и юность
Сюсаку Эндо родился в Токио в 1923 году вторым сыном в семье служащего банка Цунэхисы Эндо и скрипачки Ику. В 1926 году в связи с переводом по службе отца семья переехала в оккупированную Японией Маньчжурию и обосновалась в Даляне. Там же Эндо в возрасте 6 лет поступил в начальную школу. Наиболее яркими впечатлениями, вынесенными им из детства, стали противоречивые чувства, вызванные всё большей привязанностью к особой обстановке и природе Маньчжурии на фоне тоски по родной Японии. Не менее сильное впечатление производила на него и мать, которая до изнеможения дни напролёт занималась музыкой (образ стёртых в кровь от непрерывных занятий её пальцев навсегда врезался в его память). Часть жизни, проведённая Эндо в Маньчжурии, закончилась в 1933 году с разводом родителей (предшествовавшие ему семейные неурядицы постоянно травмировали детскую психику), после которого он с матерью вернулся в Японию, в её родной город Кобе.
В Кобе Эндо продолжил свою учёбу в местной начальной школе, а также стал регулярно сопровождать мать, посещавшую проповеди в католической церкви. В 12 лет по настоянию матери он принял католицизм (в крещении Павел). Там же в Кобе Эндо окончил среднюю школу. Успеваемость его при этом с каждым годом становилась всё хуже. В школе Эндо подвергался всяческим унижениям из-за своей веры, тогда в Японии царили националистические нравы, особенно в предвоенные годы. Эти угнетения укрепили веру Эндо.

### Университетские годы
Лишь по прошествии трёх лет с момента окончания средней школы Эндо поступил в подготовительную школу при филологическом факультете Университета Кэйо. В результате конфликта с отцом, настаивавшем на медицинской карьере сына, Эндо был лишён наследства и какой бы то ни было отцовской помощи, что вынудило его уйти из дома и сочетать учёбу со случайными заработками. Некоторое время жил в студенческом общежитии, комендантом которого тогда был видный представитель японского религиозного экзистенциализма Ёсихико Ёсимицу. Во всеобщей неразберихе, предшествовавшей капитуляции Японии, занятий практически не проводилось, а студенты, включая Эндо, были мобилизованы на принудительные работы на военном заводе Кавасаки. Несмотря на это, Эндо под воздействием Ёсимицу и его круга начал интенсивное самообразование, впервые серьёзно обратившись к книгам. По совету всё того же Ёсимицу, познакомился с работами неотомиста Жака Маритена. Помимо теологической и философской литературы, в те же годы открыл для себя поэзию (в первую очередь, Рильке).
Призывная комиссия по результатам освидетельствования признала Эндо годным к службе, однако в армию он так и не был призван из-за обнаруженного в последний момент плеврита, давшего ему право на отсрочку, истечение которой совпало с завершением войны. После окончания войны Эндо на волне роста своего интереса к французской литературе поступил на соответствующее отделение филологического факультета Университета Кэйо, начав специализироваться на литературе современных писателей-католиков (Мориак, Бернанос и др.). Первый год учёбы в университете ознаменовался также началом многолетней дружбы с Сётаро Ясуокой и возвращением в родной дом после разрешения конфликта с отцом.
На 1947 год пришлись первые публикации Эндо, дебютировавшего в качестве эссеиста. По просьбе одного из своих однокурсников, подрабатывавшего в издательстве «Кадокава-сётэн», им была написана статья «Божества и Бог» (神々と神). Работа привлекла внимание видного литератора Киёси Дзиндзай и по его рекомендации была опубликована в известном журнале «Сики» («Времена года») того же издательства. Своё развитие статья получила в являвшемся по сути программным и предвосхищавшим основные темы Эндо-романиста очерке «Что значит быть писателем-католиком» (カトリック作家の問題), опубликованном на страницах «Мита бунгаку».
После окончания университета в 1949 году Эндо поступил на службу в издательство «Библиотека Камакуры», где принимал участие в работе над энциклопедией зарубежной литературы XX века. Энциклопедия опубликована не была в связи с финансовыми трудностями, которые в послевоенные годы стало испытывать издательство. В конце того же года в журнале «Косэй» («Индивидуальность») вышла критическая статья Эндо «Тайдзюн Такэда — кастрация духа» (精神の腐刑ー武田泰淳論), а также началась его работа в издательстве «Католический дайджест», куда он был принят вместе с демобилизованным старшим братом. Ранняя эссеистика Эндо приняла некоторую огласку в литературных кругах Японии того времени, что способствовало его принятию в состав членов додзинси «Мита бунгаку».

### Учёба во Франции
В 1950 году Эндо оказался во Франции, войдя в число первых японских студентов, отправленных в послевоенные годы за рубеж на государственные средства для продолжения образования. После недолгого пребывания в Марселе и Руане, он переехал в Лион, где в местном университете приступил к исследованию современной католической литературы. Обучение в университете Лиона длилось два с половиной года, после чего Эндо перебрался в Париж, планируя там продолжить свои исследования, однако в связи с резким ухудшением состояния здоровья и вызванным этим двухмесячным нахождением в госпитале Журден был вынужден в 1953 году вернуться в Японию. Ещё находясь во Франции, при посредничестве участников «Мита бунгаку» Эндо отослал в Японию целую серию эссе о своём пребывании за рубежом для публикации в журнале «Гундзо» и «Католическом дайджесте». Серия открывалась эссе «Похождения французского студента» (恋愛とフランス大学生). После возвращения Эндо в Японию весь цикл был переиздан отдельной книгой, получившей название «Французский студент» (フランスの大学生). После возвращения из Франции Эндо возобновил работу в «Католическом дайджесте», редакцию которого он возглавил.

### После возвращения в Японию
С 1954 года Эндо начал преподавать в Токийском институте культуры. В том же году при посредничестве Сётаро Ясуоки сблизился с кругом литераторов, впоследствии вошедших во главе с самим Эндо в историю литературы Японии как «третьи новые». В конце 1954 года была написана дебютная для Эндо повесть «До Адена», получившая высокую оценку в кругу участников «Мита бунгаку», где она и была опубликована. В том же году Эндо тяжело пережил кончину своей матери, под сильным влиянием которой он находился вплоть до её смерти. Образ матери и его метаморфозы легли во многом в основу своего рода женского истолкования Христа и примата женского начала во многих дальнейших произведениях писателя.
Второй значимой художественной работой Эндо стала опубликованная в «Гэндай бунгаку» («Современная литература») повесть «Белый человек» (1955), которая принесла её автору премию Рюноскэ Акутагавы. Дилогию с «Белым человеком» составила завершённая в том же году повесть «Жёлтый человек». Год стал в ряде отношений поворотным для Эндо: с него начинался отсчёт как его литературной карьеры в качестве одного из крупнейших писателей Японии XX века, так и супружеской жизни с Дзюнко Окада, брак с которой продлился до самой смерти Эндо. Рождённый в следующем году от этого брака первый сын был назван Рюноскэ, в честь Рюноскэ Акутагавы и награждения Эндо премией имени этого писателя.
В 1957 году Эндо приступил к работе над принёсшим ему широкое признание и впоследствии переведённым на многие языки мира романом «Море и яд», серийная публикация которого началась в журнале «Бунгакукай» (была завершена в 1958 и в том же году удостоена премий издательств Синтё и Майнити, изданный в 1964 году «Молодой гвардией» перевод романа на русский язык, осуществлённый П. Петровым, стал одним из первых переводов сочинений Эндо на иностранные языки вообще). Там же была напечатана одна из первых проб Эндо в качестве драматурга пьеса «Царица» (女王). В 1958 году в составе японской делегации Эндо вместе с такими видными литераторами Японии послевоенных лет, как Сэй Ито, Хироси Нома, Сюити Като, Цуяко Миякэ и Масафуми Накагава, посетил Ташкент в качестве участника очередной Конференции писателей стран Азии и Африки. На обратном пути делегация побывала в Москве — единственный раз, когда Эндо был в России.
В 1959 году после завершения двух крупных произведений («Уважаемый господин дурак» и «Вулкан») Эндо обратился к изучению жизни Маркиза де Сада, интерес к персоне которого зародился у него ещё во время пребывания во Франции. В сентябре того же года в журнале «Гундзо» начиналась серийная публикация его «Биографии де Сада». Для сбора материалов необходимых для дальнейшей работы над книгой Эндо в сопровождении супруги вновь посетил Францию, где встретился с Жильбером Лели и Пьером Клоссовски, известными интерпретаторами творчества де Сада. Помимо Франции побывав также в Англии, Испании и Греции, Эндо совершил паломничество в Иерусалим, после чего вернулся в Японию в январе 1960 года.
После возвращения Эндо вновь пережил резкое ухудшение состояния здоровья и был госпитализирован в клинику при Токийском университете, а в конце того же года был переведён в клинику при Университете Кэйо. Несмотря на тяжёлое состояние, он продолжал активно работать: в конце 1960 года вышла во многом знаковая для его понимания Библии книга «Библейские женщины». Последующий год также был проведён в больнице, где Эндо перенёс три операции на лёгких. Так до конца и не оправившись, в июле 1962 года Эндо наконец-то всё же покинул клинику, однако быстро вернуться к полноценной творческой жизни не смог: этим годом датировано лишь несколько небольших эссе. В последующие годы Эндо возобновил активную литературную деятельность, публикуя многочисленные работы малой формы и вынашивая замысел нового романа («Молчание»), для сбора материалов к которому он в 1965 году вместе с другим писателем-католиком Сюмоном Миурой отправился в Нагасаки, колыбель японского христианства. «Молчание» было опубликовано в 1966 году. В том же году театральным режиссёром Хироси Акутагава была поставлена, созданная на основе того же материала пьеса «Золотая страна». За «Молчание» Эндо был удостоен премии Танидзаки.
В 1967 Эндо был назначен на должность лектора в университете Сэйо, а также был избран председателем Японского союза писателей. Продолжая сотрудничество с Сюмоном Миурой, Эндо в соавторстве с ним издал биографический труд «Интеллигенция эпохи зарождения христианства в Японии». В том же году Эндо, получив приглашение от португальского правительства принять участие в торжествах по поводу 300-летия со дня рождения Святого Винсента, посетил Португалию, где выступил с докладом, на обратном пути вновь побывав в Париже и Риме. В 1968 году возглавил редакцию журнала «Мита бунгаку», долгое время остававшегося своего рода трибуной для писателей, примыкавших к кругу «третьих новых».
В 1979 был удостоен литературной премии «Ёмиури». Получил почётную докторскую степень в университете Санта-Клара Калифорния в 1985 и в Джорджтаунском университете — в 1987.

### Последние годы жизни и смерть
В 1990-е годы состояние здоровья значительно ухудшилось. В 1993 году им был перенесён перитонеальный диализ. После операции состояние было критическим, последовавшее за ней выздоровление воспринималось как чудо. Тяжелейшие физические страдания Эндо смог преодолеть и воспрянуть духом, пытаясь отождествить себя с библейским Иовом и начать работу над написанием комментария к Книге Иова. Замысел остался нереализованным: 29 сентября 1996 года в возрасте 73 лет писатель умер от пневмонии, вызванной распространением инфекции, последовавшим за застреванием в горле кусков пищи. Несмотря на своевременно оказанную помощь, для Эндо, долгие годы жившего с одним лёгким, этот несчастный случай оказался летальным. Отпевание было проведено в токийской церкви Святого Игнатия. В соответствии с последней волей Эндо в гроб были положены две его книги, «Молчание» и «Глубокая река», которые он сам считал ключевыми в своём творчестве.

## Сюжеты основных произведений
Основное действие повести «Море и яд» (海と毒薬), одного из наиболее известных сочинений писателя, происходит в госпитале города Фукуока во время Второй мировой войны. Повествование ведётся от первого лица, врача работающего в госпитале. На уровне сюжета произведение представляет собой история о вивисекциях японских врачей над американскими военнопленными, в ходе которых погибло 6 человек. Книга основана на реальных событиях. По ней снят одноимённый фильм режиссёра Кэя Кумаи, получивший «Серебряного медведя» в 1986 году.
«Уважаемый господин дурак» (おバカさん, 1959) — это история о французе, посетившем послевоенный Токио.
Основные персонажи романа «Вулкан» (火山, 1960): католический священник, лишившийся веры; начальник метеорологической станции; провинциальный японец; вулкан.
Главный герой романа «Молчание» (沈黙, 1966), ключевой работы во всем творчестве Эндо — португальский священник-миссионер, прибывший в Японию в начале XVII века. Под угрозой пыток он отказывается от веры, но только формально. Священник продолжает свою миссию тайно.
«Самурай» (侍, 1980) — история о реальном человеке, Хасэкура Цунэнага, первом японце, отправленном в Европу и Южную Америку с дипломатической миссией.
В «Скандале» (スキャンダル, 1986) Эндо отошёл традиционных для себя тем с целью пронизанного самоиронией анализа своего «второго я». Это нетривиальное в своём психологизме сочинение изобилует очень графично выписанными сценами половых извращений.
В 1993 году публикуется последнее большое произведение Эндо, книга «Глубокая река» (深い河). Действие происходит в Индии, а сам роман — история о физическом и душевном путешествии группы японских туристов.
Помимо литературы дзюнбунгаку, Эндо написано также большое количество комических эссе и развлекательной литературы. Также занимался драматургией.

## Награды
В 1955 году его удостаивают Премии Рюноскэ Акутагавы за книгу «Белый человек» (白い人). В 1966 он получает Премию Дзюнъитиро Танидзаки за «Молчание» (沈黙). За книгу «Самурай» (侍) Эндо стал лауреатом литературной премии Номы 1980 года. В 1995 удостоен ордена Культуры.
Несколько раз Эндо был номинирован на соискание Нобелевской премии по литературе, но так и не получил её. Предположительно, некоторым членам Нобелевского комитета не пришлась по душе книга Эндо «Скандал» (スキャンダル), граничащая в их понимании с порнографией.

## Музей

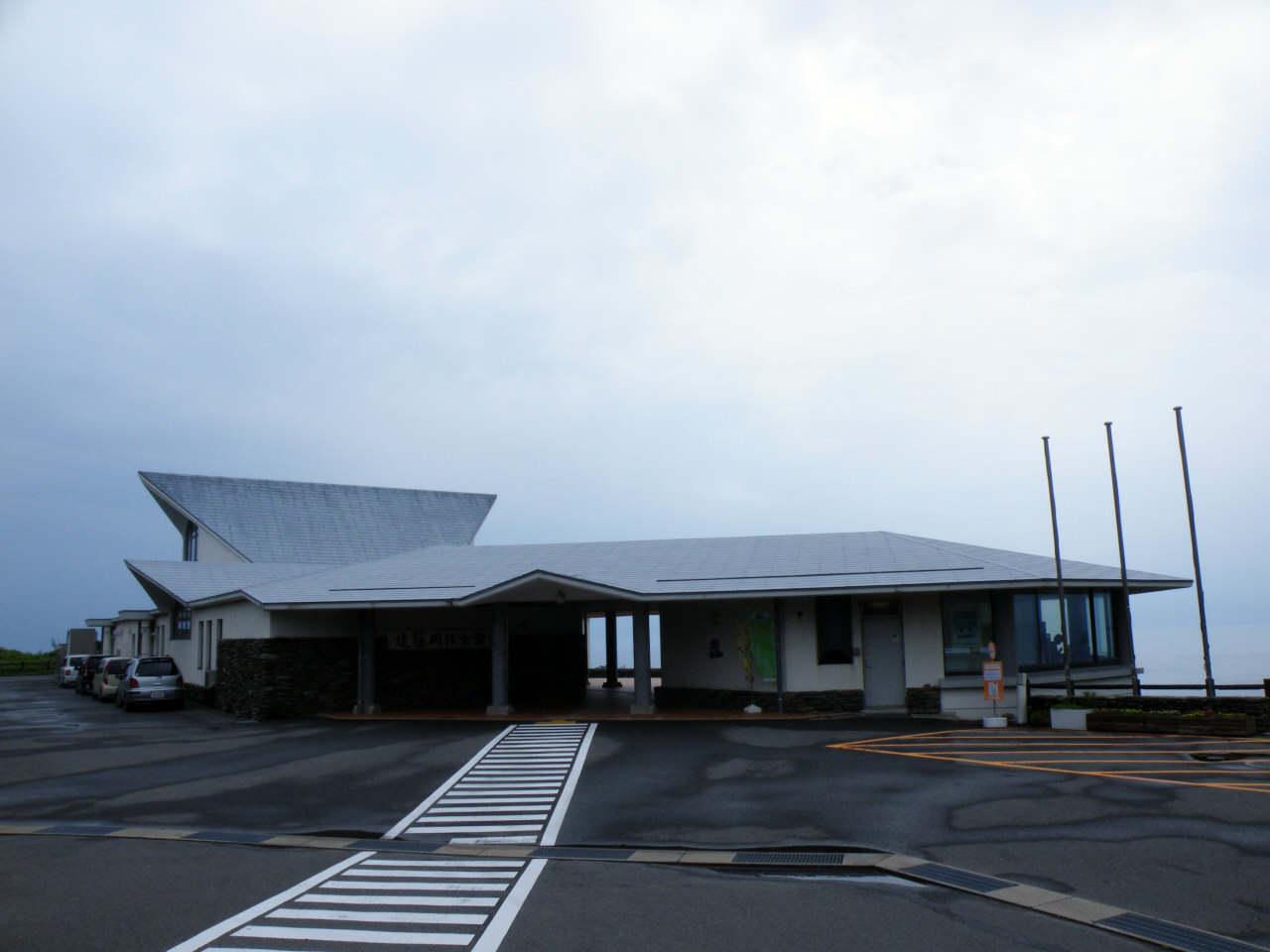
Музей Сюсаку Эндо

Литературный музей Сюсаку Эндо находится в районе Сотомэ, в северо-западной части города Нагасаки. Посвящён жизни и творчеству Сюсаку Эндо. Сотомэ известен как некогда оплот «какурэ-кириситан» (тайных христиан, чья конфессия берет начало со времен средневековых гонений на христианство в Японии) и служит местом, где разворачивается действие самой значимой книги Эндо «Молчание» (沈黙). Музей основан в мае 2000 года. В музее представлены книги, фотографии, рукописи, письма и любимые вещи писателя: его письменный стол, его Библия и статуэтка Девы Марии, которую он получил от матери и ставил всю свою жизнь возле своей кровати. Здание воздвигнуто на морском берегу и примыкает к населенному пункту, где стоит памятник произведению Эндо «Молчание» (沈黙), на котором высечена цитата из романа.

## Сочинения
- 1954 — «До Адена» (アデンまで)
- 1955 — «Белый человек» (白い人)
- 1955 — «Жёлтый человек» (黄色い人)
- 1958 — «Море и яд» (海と毒薬)
- 1959 — «Уважаемый господин дурак» (おバカさん)
- 1960 — «Вулкан» (火山)
- 1960 — «Библейские женщины» (聖書のなかの女性たち)
- 1962 — «Супружеская жизнь» (結婚)
- 1963 — «Женщина, которую я бросил» (わたしが・棄てた・女)
- 1965 — «Обучение за рубежом» (留学)
- 1966 — «Золото и серебро» (金と銀)
- 1966 — «Концерт» (協奏曲)
- 1966 — «Молчание» (沈黙)
- 1966 — «Прощай, летний свет!» (さらば、夏の光よ)
- 1971 — «Матери» (母なるもの)
- 1973 — «На берегу Мёртвого моря» (死海のほとり)
- 1973 — «Жизнь Иисуса» (イエスの生涯)
- 1976 — «Песочный замок» (砂の城)
- 1977 — «Песнь печали» (悲しみの歌)
- 1978 — «Рождество» (キリストの誕生)
- 1980 — «Самурай» (侍)
- 1980 — «Дневник писателя» (作家の日記)
- 1984 — «Школа жизни» (生きる学校)
- 1986 — «Скандал» (スキャンダル)
- 1993 — «Глубокая река» (深い河)

## Публикации на русском языке
- В больнице Журден (ジュルダン病院) // Японская новелла. — М.: Иностранная литература, 1961.
- Море и яд (海と毒薬). — М.: Молодая гвардия, 1964.
- Супружеская жизнь (結婚). — М.: Прогресс, 1965. — 128 с.
- Женщина, которую я бросил (わたしが・棄てた・女) / Пер. К. Рехо. — М.: Прогресс, 1968. — 142 с.
- Молчание. Самурай. Романы / Послесл. Л. Громковской. — М.: Радуга, 1989. — 448 с. — ISBN 5-05-00-22-48-7.
- Самурай (侍) / Пер. В. Гривнина. — СПб.: Азбука-классика, 2002. — 352 с. — (Bibliotheca stylorum). — ISBN 5-352-00245-4.
- Уважаемый господин дурак (おバカさん) / Пер. Ф. Тумаховича. — М.: Эксмо, 2005. — 319 с. — ISBN 5-699-08488-6.
- Молчание (沈黙) / Пер. Г. Дуткиной, И. Львовой. — М.: Иностранка, 2008. — ISBN 978-5-389-00072-8.
- Скандал (スキャンダル) / Пер. Д. Рагозина. — М.: Иностранка, 2008. — 272 с. — ISBN 978-5-389-00252-4.